# NOx

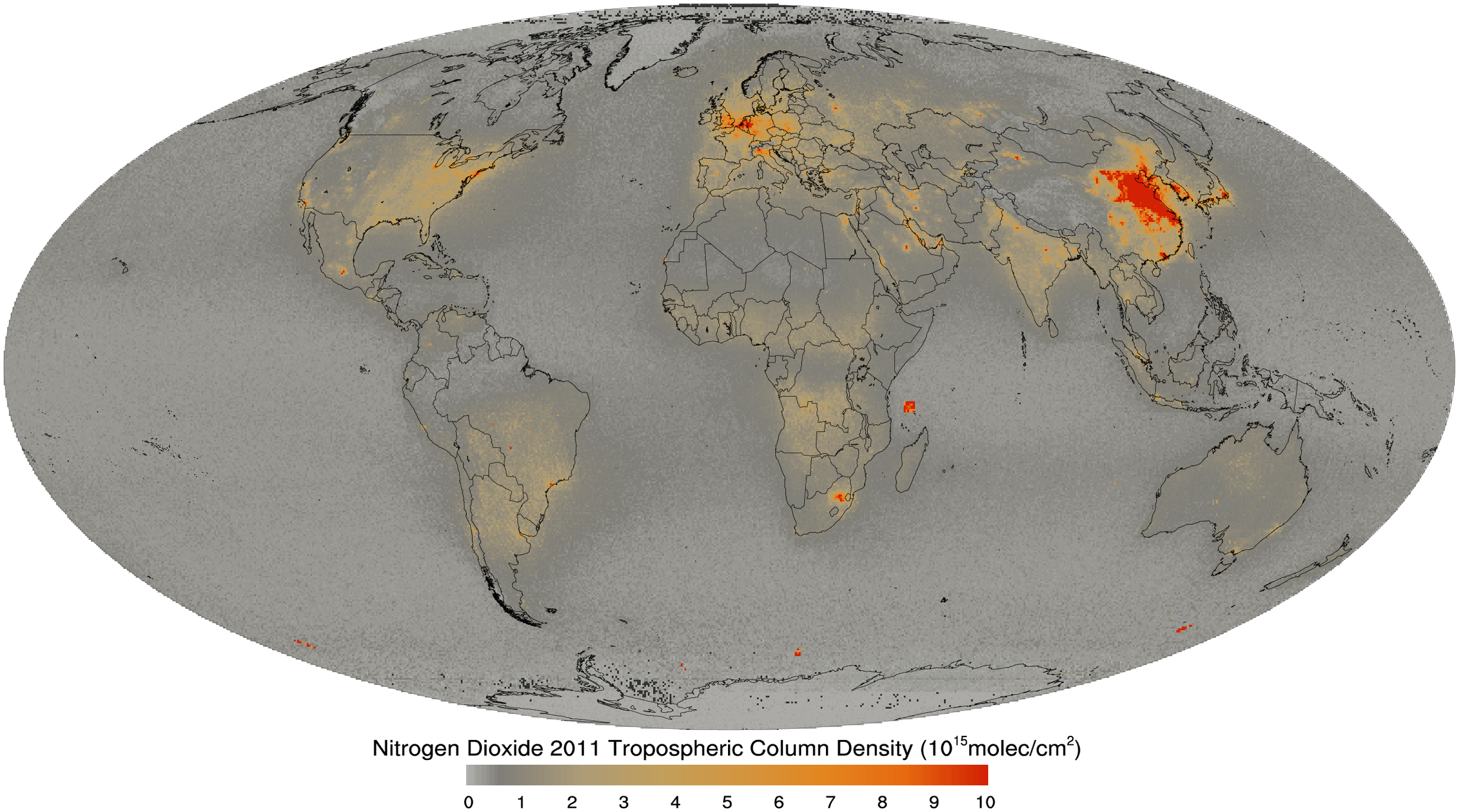
Мапа світу із відображенням розповсюдження оксиду NO_{2} в атмосфері (2011)

NOx (укр. ен-о-ікс, англ. nox) — загальне позначення для оксидів азоту NO та NO2 в контексті їхньої ролі як забруднювачів атмосфери.
Основним компонентом NOx є оксид NO, який згодом окиснюється до NO2. У великих концентрація суміш газів має жовтувато-коричневий колір (це добре спостерігається у містах, що потерпають від смогу), оскільки поглинає видиме випромінювання в діапазоні поблизу 400 нм.
Фотохімічні перетворення оксидів NOx в атмосфері призводять до появи фотохімічного смогу.

## Утворення
Оксиди NOx утворюються за трьома основними шляхами при високотемпературному спалювання палива на повітрі.

### Термальний механізм
NO є продуктом спалювання атмосферного азоту у полум'ї при високих температурах (термальний NO):
{\displaystyle \mathrm {N_{2}+O\longrightarrow NO+N} }
{\displaystyle \mathrm {N+O_{2}\longrightarrow NO+O} }
Сумарна взаємодія:
{\displaystyle \mathrm {N_{2}+O_{2}\longrightarrow 2NO} }
Що вищою є температура полум'я, то більше оксиду утворюється.

### Швидкий механізм
Згідно «швидкого» механізму утворення, паливо внаслідок піролізу утворює вуглеводневі радикали (наприклад, CH), котрі взаємодіють із азотом і окиснюються у полум'ї до NOx та інших часток:
{\displaystyle \mathrm {CH+N_{2}\longrightarrow HCN+N} }
{\displaystyle \mathrm {N+H_{2}\longrightarrow NH+H} }
{\displaystyle \mathrm {NH+H_{2}\longrightarrow NH_{3}} }
{\displaystyle \mathrm {HCN+O_{2}\longrightarrow NO+HCO} }
Частина утвореного «швидкого» NO згодом окиснюється до NO2 під дією пероксидного радикалу:
{\displaystyle \mathrm {H+O_{2}\longrightarrow HOO} }
{\displaystyle \mathrm {NO+HOO\longrightarrow NO_{2}+HO} }
Аналогічно можуть протікати і реакції руйнування NO2:
{\displaystyle \mathrm {NO_{2}+H\longrightarrow NO+HO} }
{\displaystyle \mathrm {NO_{2}+O\longrightarrow NO+O_{2}} }
Також відомі наукові роботи, в яких описується інакший механізм взаємодії вуглеводневого радикалу з азотом:
{\displaystyle \mathrm {CH+N_{2}\longrightarrow NCN+H} }

### Паливний механізм
Деяка частина NO утворюється при окисненні нітрогеновмісних компонентів палива (так званий паливний NO). У природному газі та багатьох промислових паливах вміст азоту малий, тому і викиди NOx у них не є значними. А от більш поширені рідкі вуглеводневі палива містять близько 0,01–0,5% азоту і при спалюванні можуть вносити від 20 до 80% від загальних обсягів NOx після згоряння.

## Реакції в атмосфері
При надходженні до атмосфери, NO градієнтно окиснюється до NO2 (від кількох хвилин до годин, в залежності від концентрації присутніх забруднювачів). Окиснення відбувається при взаємодії з озоном або пероксидним радикалом, а також пряма повільна реакція з киснем:
{\displaystyle \mathrm {NO+O_{3}\longrightarrow NO_{2}+O_{2}} }
{\displaystyle \mathrm {NO+HOO\longrightarrow NO_{2}+HO} }
{\displaystyle \mathrm {NO+O_{2}\longrightarrow NO_{2}} }
Проте NO2 є нестійким до ультрафіолетового випромінювання (A-типу) — під його дією відбувається зворотня реакція розкладання:
{\displaystyle \mathrm {NO_{2}{\xrightarrow {UV-A}}\ NO+O} }
Саме через це концентрація NO2 сягає свого максимуму вранці і поступово зменшується протягом сонячного дня.
Оксиди NOx беруть участь в утворенні компонентів фотохімічного смогу — озону та нітратної кислоти: 
- суміш оксиду NO і летких органічних сполук (ЛОС) фотохімічно окиснюється киснем до суміші O3, HNO3 та інших органічних речовин;
- атомарний кисень, отриманий розкладанням NO2 під дією світла, сполучається з молекулярним киснем:

{\displaystyle \mathrm {O+O_{2}\longrightarrow O_{3}} }
- нітратна кислота утворюється внаслідок взаємодії оксиду NO2 із гідроксидним радикалом або вологою:

{\displaystyle \mathrm {NO_{2}+OH\longrightarrow HNO_{3}} }
{\displaystyle \mathrm {NO_{2}+H_{2}O\longrightarrow HNO_{3}+NO} }

## Зменшення викидів
| Сфера                                | Обсяг викидів, кт | Внесок, % |
| ------------------------------------ | ----------------- | --------- |
| Сільське господарство                | 184 871           | 1,80      |
| Комерція і побут                     | 1 309 461         | 12,80     |
| Виробництво і передача енергії       | 2 298 969         | 22,50     |
| Використання енергії у промисловості | 1 289 151         | 12,60     |
| Промислові процеси                   | 242 783           | 2,40      |
| Дорожній транспорт                   | 4 142 743         | 40,50     |
| Інший транспорт                      | 751 399           | 7,30      |
| Відходи                              | 12 404            | 0,10      |

У процесах, де проводиться спалювання різних видів палива, чи на азотних виробництвах застосовують очисні системи, котрі дозволяють знизити обсяги викидів NOx.

### Селективне каталітичне відновлення
Селективне каталітичне відновлення (англ. selective catalytic reduction, SCR) засноване на реакції відновлення оксидів NOx амоніаком до азоту і води:
{\displaystyle \mathrm {4NO+4NH_{3}+O_{2}\longrightarrow 4N_{2}+6H_{2}O} }
{\displaystyle \mathrm {2NO_{2}+4NH_{3}+O_{2}\longrightarrow 3N_{2}+6H_{2}O} }
Реакції проходять на поверхні каталізатору за температури вище 232 °C і в надлишку кисню. До найбільш поширених каталізаторів відносяться V2O5, нанесений на поверхню TiO2 (ефективна температура 300–450 °C), молекулярні цеоліти (300–600 °C), а також дорогоцінні метали (200–300 °C), які однак застосовуються досить рідко через велику ймовірність їхнього отруєння.

### Неселективне каталітичне відновлення
Неселективне каталітичне відновлення (англ. non-selective catalytic reduction, NSCR) проводиться за участі водню, вуглеводнів, монооксиду вуглецю в умовах недостатньої кількості кисню. У присутності каталізатора оксиди NOx відновлюються CO до азоту і CO2. Як каталізатор найчастіше застосовують суміш родію і платини, також використовуються матеріали на основі паладію. Температурний режим відновлення — 350–800 °C, із найбільш ефективним проміжком 426–650 °C.
Зазвичай ступінь перетворення NOx складає близько 80–95%. До основних проблем цього методу відносять отруєння каталізаторів домішками нафтопродуктами, як-от цинку та фосфору, і слабкорегульовану систему контролю процесу.
Системи такого типу, так звані каталітичні конвертери, встановлюються автовиробниками у випускні системи транспортних засобів попереду глушника. Використовуючи поверхню, модифіковану паладієм та родієм, конвертер розкладає утворені оксиди азоту до простих речовин із використанням залишків неповного згоряння палива (CO, H2).